# 박정수 (1932년)
박정수(朴定洙, 1932년 2월 9일~2003년 3월 24일)는 대한민국의 정치인이다. 제10·11·13·14·15대 국회의원을 지냈으며, 김대중 정권에서 초대 외교통상부 장관(1998. 3. 3.~1998. 8. 4.)을 지냈다.
경상북도 김천에서 출생했다. 연희대 정치외교학과 3학년이던 1953년에 미국으로 유학을 가 조지타운 대학교를 졸업했다. 1965년에는 부인 이범준과 함께 미국 아메리칸 대학교에서 정치학 박사 학위를 취득하고 귀국해 김종필 국무총리의 특별보좌관으로 정계에 입문한다.
이 후 무임소장관 보좌관(1968년), 국민대 교수(1973년)을 거쳐 1979년 대한민국 10대 총선에서 무소속으로 출마해 민주공화당의 백남억 후보를 누르는 이변을 연출하며 첫 국회의원에 선출되었으며, 1988년 대한민국 13대 총선에서는 민주정의당의 공천을 받아 당선되면서 4선 국회의원이 된다.
국제의원연맹 집행위원에 임명된 이듬해인 1996년, 2002년 월드컵 유치에 전념하겠다는 이유로 전국구의원직을 요구했다가 신한국당 수뇌부에 의해 거절당한 뒤 외교전문가 영입에 몰두하던 새정치국민회의에 전국구의원을 보장받는 조건으로 입당해 부총재를 역임한다.
1998년 3월에 국민의 정부 초대 외교통상부 장관에 임명되었으나, 그 해 5월의 기자회견에서 "김대중 대통령은 일본 문화 개방 및 천황의 방한을 원하신다"라는 발언으로 물의를 빚었고, 그 해 7월에는 모스크바 주재 한국대사관원의 강제추방 사건에 맞대응해 서울 주재 러시아대사관원을 강제추방한 것이 결국 화근이 되어 5개월 만에 장관직에서 경질된다.
이 후 새정치국민회의 부총재에 복귀했고(1998년 9월), 2003년 3월 24일에 사망했다.

## 역대 선거 결과
|  | 23.98% |

|  | 28.23% |

|  | 15.84% |

|  | 63.91% |

|  | 53.01% |

|  | 25.3% |